# Pimus
Pimus es un género de arañas araneomorfas de la familia Amaurobiidae. Se encuentra en Estados Unidos.

## Especies
Según The World Spider Catalog 12.0:
- Pimus desiccatus Leech, 1972
- Pimus eldorado Leech, 1972
- Pimus fractus (Chamberlin, 1920)
- Pimus hesperellus Chamberlin, 1947
- Pimus iviei Leech, 1972
- Pimus leucus Chamberlin, 1947
- Pimus napa Leech, 1972
- Pimus nawtawaketus Leech, 1972
- Pimus pitus Chamberlin, 1947
- Pimus salemensis Leech, 1972